# Evangelisch-Lutherisches Dekanat Schwabach
Das Evangelisch-Lutherische Dekanat Schwabach ist eines der zehn Dekanate des Kirchenkreises Nürnberg. Amtierende Dekan ist seit 2020 Berthild Sachs, als Nachfolgerin von Klaus Stiegler.  Aufgrund der unterschiedlichen Prägungen wurde das Dekanat in drei Regionen eingeteilt. Die Region Mitte-West umfasst die Stadt Schwabach und den ländlichen Westen des Dekanatsbezirks. Die Kreisstadt Roth und ihr Umland bildet die Region Süd. Die Gegend um den Markt Wendelstein ist durch die Nähe zu Nürnberg städtisch geprägt und  ist in der Region Nordost zusammengefasst.

## Geschichte
1528 wurde im Markgraftum Brandenburg-Ansbach die Reformation eingeführt. Am 25. Oktober 1556 wurde ein brandenburgisches Dekanat für die Pfarreien der Ämter Schwabach, Roth, Burgthann, Windsbach und Schönberg sowie für das Kloster Heilsbronn errichtet. Das waren Büchenbach, Eckersmühlen, Heilsbronn, Katzwang, Kornburg, Leerstetten, Oberferrieden, Petersaurach, Petersgmünd, Rittersbach, Rohr, Roth, Schönberg, Schwabach, Schwand, Weißenbronn, Wendelstein und Windsbach. 1587 wurde Georgensgemünd erworben und Petersgmünd Tochterkirche davon. Folgende Pfarreien wurden neu errichtet: 1618 Dürrenmungenau, 1671 Barthelmesaurach, 1708 Kammerstein, 1729 Bertholdsdorf und Wassermungenau, sowie 1730 Wallesau. Die Reichsstadt Nürnberg führte 1524 die Reformation ein. 1796 fielen Nürnberger Pfarreien durch die preußische Revindikation an das Dekanat Schwabach. Das waren: Altenthann, Eibach, Feucht, Fischbach, Gustenfelden, Leinburg, Mögeldorf, Nürnberg-St. Peter, Rasch, Regelsbach, Röthenbach bei St. Wolfgang und die ritterschaftliche Pfarrei Neuendettelsau.
Am 7. Dezember 1810 wurden aus dem brandenburgischen Dekanat die bayerischen Dekanate Roth, Schwabach und Windsbach errichtet. Mit der Auflösung des Dekanats Roth zum 1. Oktober 1969 wurden seine Gemeinden an das Dekanat Schwabach angeschlossen.

## Kirchengemeinden
Zum Dekanatsbezirk Dekanat Schwabach gehören 26 Kirchengemeinden in drei Regionen, in denen 65.000 Gemeindeglieder leben. Im Folgenden sind die Pfarreien, deren zugehörige Kirchengemeinden, sowie deren Kirchengebäude aufgeführt.

### Region Mitte-West
- Pfarrei Barthelmesaurach
  - Kirchengemeinde Barthelmesaurach, St. Bartholomäus
- Pfarrei Gustenfelden
  - Kirchengemeinde Gustenfelden, St. Bartholomäus in Gustenfelden, St. Nikolaus in Kottensdorf
- Pfarrei Kammerstein
  - Kirchengemeinde Kammerstein, St. Georg
- Pfarrei Regelsbach
  - Kirchengemeinde Regelsbach, St. Georg
- Pfarrei Schwabach-Christophoruskirche
  - Kirchengemeinde Schwabach-St. Christophorus
- Pfarrei Schwabach-Dietersdorf
  - Kirchengemeinde Schwabach-Dietersdorf, St. Georg
- Pfarrei Schwabach-St. Martin
  - Kirchengemeinde Schwabach-Gethsemanekirche
  - Kirchengemeinde Schwabach-St. Martin, Spitalkirche
- Pfarrei Schwabach-Unterreichenbach
  - Kirchengemeinde Schwabach-Unterreichenbach, St. Jakobus der Ältere

### Region Nordost
- Pfarrei Katzwang
  - Kirchengemeinde Katzwang, Wehrkirche Unserer Lieben Frauen (1278)
- Pfarrei Kornburg
  - Kirchengemeinde Kornburg, St. Nikolaus in Kornburg, Allerheiligenkirche in Kleinschwarzenlohe
- Pfarrei Leerstetten
  - Kirchengemeinde Leerstetten, St. Peter und Paul
- Pfarrei Rednitzhembach
  - Kirchengemeinde Rednitzhembach, St. Antonius und Laurentius
- Pfarrei Röthenbach bei St. Wolfgang
  - Kirchengemeinde Röthenbach bei Sankt Wolfgang, St. Wolfgang
- Pfarrei Rohr
  - Kirchengemeinde Rohr, St. Emmeram
- Pfarrei Schwand
  - Kirchengemeinde Schwand, St. Johannes
- Pfarrei Wendelstein
  - Kirchengemeinde Wendelstein, St. Georg in Wendelstein, Arche in Großschwarzenlohe

### Region Süd
- Pfarrei Büchenbach
  - Kirchengemeinde Büchenbach, St. Willibald
- Pfarrei Eckersmühlen
  - Kirchengemeinde Eckersmühlen, Dreifaltigkeitskirche (1709/10)
- Pfarrei Georgensgmünd
  - Kirchengemeinde Georgensgmünd, St. Georg
  - Kirchengemeinde Petersgmünd, St. Peter
- Pfarrei Hilpoltstein
  - Kirchengemeinde Hilpoltstein, Christuskirche
- Pfarrei Roth
  - Kirchengemeinde Pfaffenhofen, St. Ottilia
  - Kirchengemeinde Roth, Stadtkirche in Roth, Kreuzkirche in Roth, Dorfkirche in Bernlohe
- Pfarrei Rittersbach
  - Kirchengemeinde Rittersbach, St. Maria
  - Kirchengemeinde Mäbenberg, St. Oswald
- Pfarrei Wallesau
  - Kirchengemeinde Wallesau, St. Maria